# Eduardo Risso (aviron)
Pour l’article homonyme, voir Eduardo Risso.
Eduardo Risso, né le 25 février 1925 à Montevideo et mort le 12 janvier 1986 dans la même ville, est un rameur uruguayen.
Aux Jeux olympiques de 1948, à Londres, il remporte la médaille d'argent en skiff derrière l'Australien Mervyn Wood.